# Angelo Scuri
Angelo Scuri (Florencia, 24 de diciembre de 1959) es un deportista italiano que compitió en esgrima, especialista en la modalidad de florete.
Participó en los Juegos Olímpicos de Los Ángeles 1984, obteniendo una medalla de oro en la prueba por equipos. Ganó cuatro medallas en el Campeonato Mundial de Esgrima entre los años 1981 y 1986, y dos medallas en el Campeonato Europeo de Esgrima en los años 1981 y 1983.

## Palmarés internacional
| Juegos Olímpicos   | Juegos Olímpicos             | Juegos Olímpicos  | Juegos Olímpicos    |
| Año                | Lugar                        | Medalla           | Prueba              |
| ------------------ | ---------------------------- | ----------------- | ------------------- |
| 1984               | Los Ángeles (Estados Unidos) | Medalla de oro    | Florete por equipos |
| Campeonato Mundial |                              |                   |                     |
| Año                | Lugar                        | Medalla           | Prueba              |
| 1981               | Clermont-Ferrand (Francia)   | Medalla de plata  | Florete por equipos |
| 1981               | Clermont-Ferrand (Francia)   | Medalla de bronce | Florete individual  |
| 1982               | Roma (Italia)                | Medalla de bronce | Florete por equipos |
| 1986               | Sofía (Bulgaria)             | Medalla de oro    | Florete por equipos |
| Campeonato Europeo |                              |                   |                     |
| Año                | Lugar                        | Medalla           | Prueba              |
| 1981               | Foggia (Italia)              | Medalla de plata  | Florete individual  |
| 1983               | Lisboa (Portugal)            | Medalla de bronce | Florete individual  |